# Wacholderheide Hörsteloe
Die Wacholderheide Hörsteloe ist ein etwa 9 ha großes Naturschutzgebiet auf dem Stadtgebiet von Ahaus im Kreis Borken in Nordrhein-Westfalen.

## Lage, Ökologie

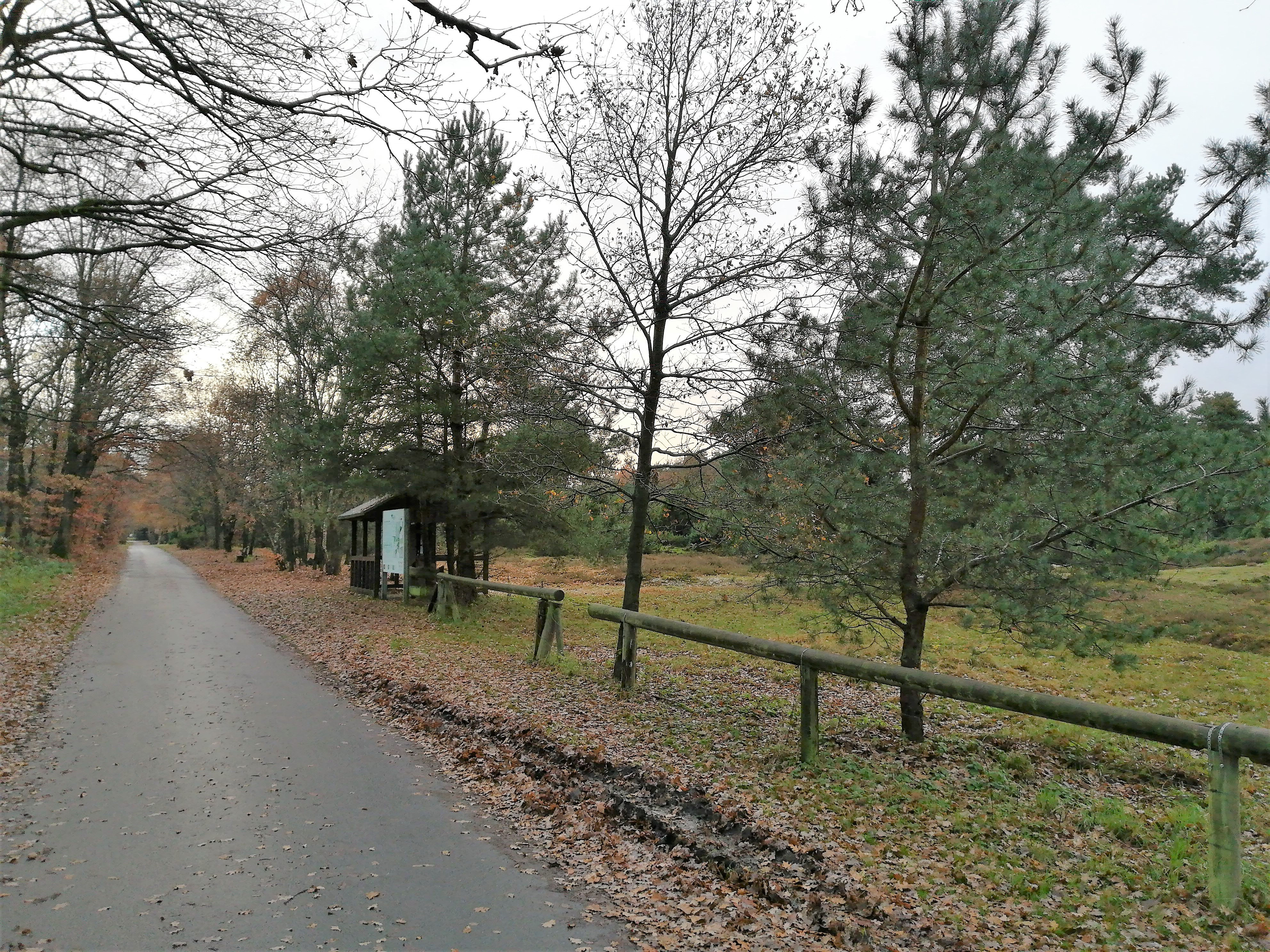
Schutzhütte Wacholderheide Hörsteloe

Das Gebiet befindet sich zwischen den Dörfern Ottenstein und Alstätte in der Bauerschaft Hörsteloe. Es ist jedoch in sieben kleine Teilflächen aufgeteilt, die auf Geländekuppen und flachen Dünenhügeln liegen.
Zwischen den Teilflächen befinden sich meist Äcker. Ein verlandeter Heideweiher ist Teil der nordöstlichen Teilfläche. Im Schutzgebiet gibt es gut ausgeprägte Wacholderflächen, Besenheideflächen und kleinere Bestände eines Birken-Eichenwaldes. Weiterhin lassen sich auch gefährdete Pflanzen wie etwa den Englischen Ginster oder Silbergras finden. In dem genannten Gewässer hat sich eine Laubfrosch-Population angesiedelt.
Seit 2004 wird die Wacholderheide von lokalen Heimatvereinen und Ortsgruppen gepflegt. Es gibt nun an einigen Stellen wieder Behaarten Ginster, Knorpelkraut und Quendel-Seide.

## Tourismus
Direkt durch die Wacholderheide Hörsteloe führen Radwege der Waben 28 und 261 des Radverkehrsnetzes NRW. Ganz in der Nähe führt die Flamingoroute vorbei, eine Themenroute der Radregion Münsterland.